# Epidius armatus
Espèce
Synonymes
- Pothaeus armatus Thorell, 1895
- Platythomisus bazarus Tikader, 1970

Epidius armatus est une espèce d'araignées aranéomorphes de la famille des Thomisidae.

## Distribution
Cette espèce se rencontre en Birmanie, au Laos, en Chine et en Inde.

## Description
La femelle holotype mesure 11 mm.

## Publications originales
- Thorell, 1895 : Descriptive catalogue of the spiders of Burma. London, p. 1-406 (texte intégral).